# Hugo-Häring-Haus

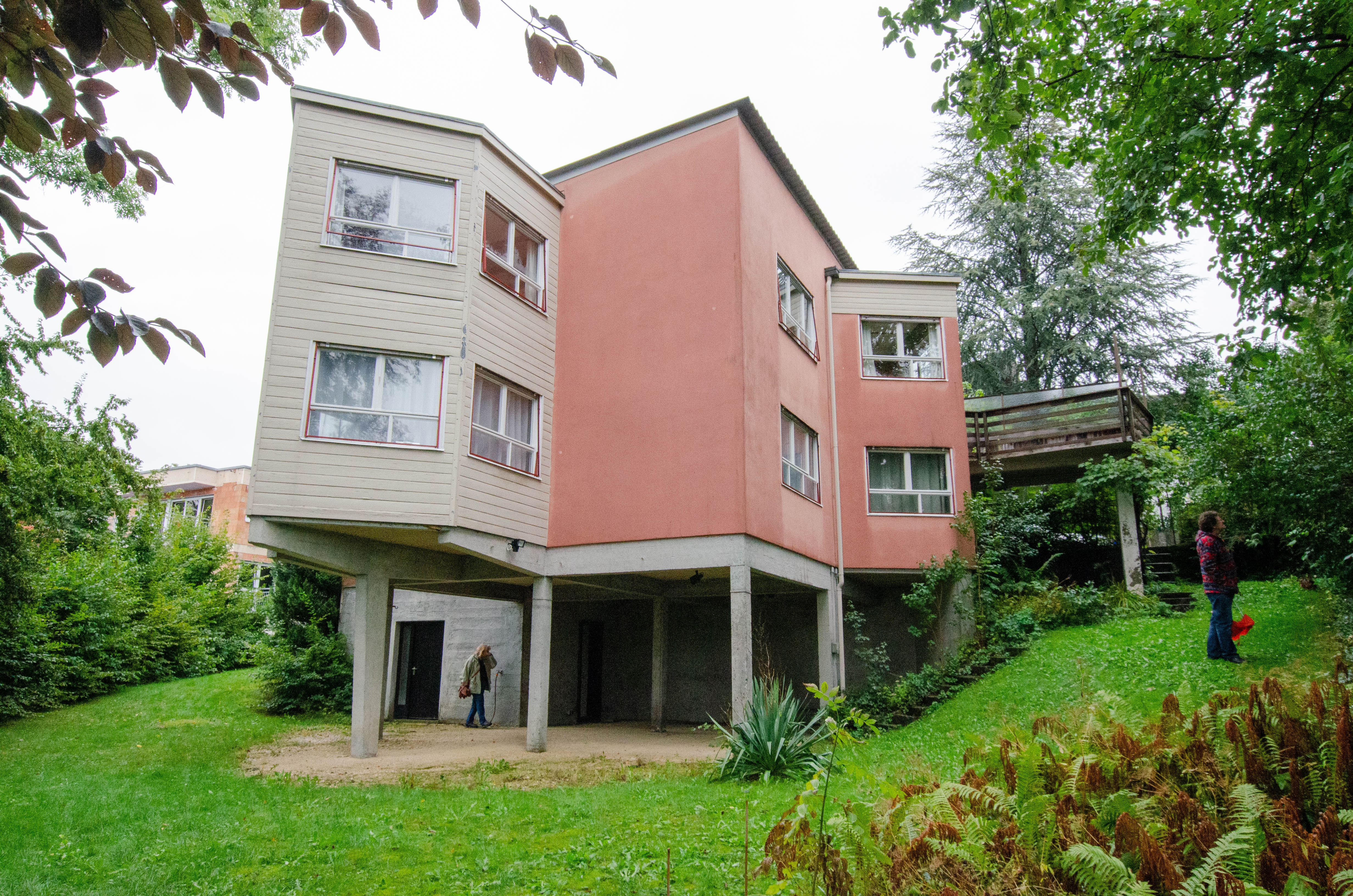
Hugo-Häring-Haus, 2019

Das Hugo-Häring-Haus (Hugo-Häring-Häuser) ist eine von Hugo Häring im Jahre 1950 errichtete Wohnhausgruppe in Biberach an der Riß. Es gelangte mit Unterstützung der Kreissparkasse Biberach in städtischen Besitz, ist eingetragenes Kulturdenkmal der Moderne und wird nach denkmalgerechter Restaurierung durch das Hochbauamt Biberach von der Hugo-Häring-Gesellschaft e. V. betreut.

## Lage des Hauses
Hugo Häring, einer der bedeutendsten Vertreter des „Neuen Bauens“, erbaute beide Häuser nach dem Zweiten Weltkrieg. Das am Osthang einer steil abfallenden Hangkante des Rißtals, nordöstlich oberhalb der Altstadt, am Mettenberger Weg 17 gelegene Haus wurde für Werner Schmitz geplant und erbaut. Das größere Haus mit der Anschrift Mettenberger Weg 15 wurde ebenfalls von Hugo Häring für Guido Schmitz geplant und erbaut, Vater von Werner Schmitz und in der Seidenweberei tätiger Biberacher Unternehmer.
Man betritt das Hugo-Häring-Haus über das Obergeschoss. Den Kern des Gebäudes bildet ein zweigeschossiger Baukörper mit einem Grundriss in Form eines Winkels. Der eine Schenkel des Winkels ist mit seiner Langseite der Südseite entgegengerichtet und nimmt die Wohnräume auf. Der andere, nach Norden abzweigende Schenkel das Treppenhaus und die Nebenräume. Ein nach Süden leicht ansteigendes Pultdach unterstreicht die Öffnung zum Sonnenlicht hin. Häring durfte während der NS-Zeit nicht bauen. Er beschäftigte sich in dieser Zeit und auch später in theoretischen Schriften mit Architektur. So schrieb er über den Entwurfsprozess bei der Erstellung eines Grundrisses im Allgemeinen:

„Es geht darum, das haus von innen her anzulegen, von den lebendigen vorgängen des wohnens auszugehen ... . Das außen ist nicht mehr von vornherein gegeben, es ergibt sich erst, wie sich das außen in allem organwerk erst ergibt. Das außen setzt dem organwerk wohl grenzen entgegen, doch bestimmt es nicht seine form. Man zieht wände um wohngruppen herum, man ordnet nicht wohngruppen in rechtecke ein. ... es wird auch kaum ein rechtwinkliger baukörper entstehen. ... Eine natürliche ordnung wird sich einstellen, in der das bestreben wirkt, im einzelnen den platz zur sonne zu bestimmen, so dass das haus sich strahlenförmig nach süden zu und von ost nach west ausdehnt, dem norden aber den rücken zukehrt. Es verhält sich wie eine pflanze, die ihre organe der sonne zuwendet.“

## Erwerb des Hauses durch die Stadt Biberach
Nach dem Erwerb des Hauses versuchte man, so gut es ging, das Haus wieder in seinen ursprünglichen Zustand zurückzuversetzen. Folgenden Bauteilen galt das Hauptinteresse des Rückbaus:
- Die Außenhaut des Hauses, vornehmlich die Putzfassade, wurde erneuert und die Holzschalung wieder holzsichtig gestrichen
- Die Holzrollläden waren noch im Original erhalten und wurden überarbeitet
- Die Fenster waren teilweise sehr gut erhalten und wurden auch überarbeitet und gangbar gemacht
- Die Salubra Tapete im Innenraum wurde ersetzt durch ein ähnliches Produkt, das in der Schweiz hergestellt wird
- Der Alinolfußboden (Kunststoff-Gießboden) musste komplett erneuert werden
- Die Elektroinstallationen
- Die Heizkörper wurden erhalten oder durch den ursprünglichen Typ ergänzt

## Literatur

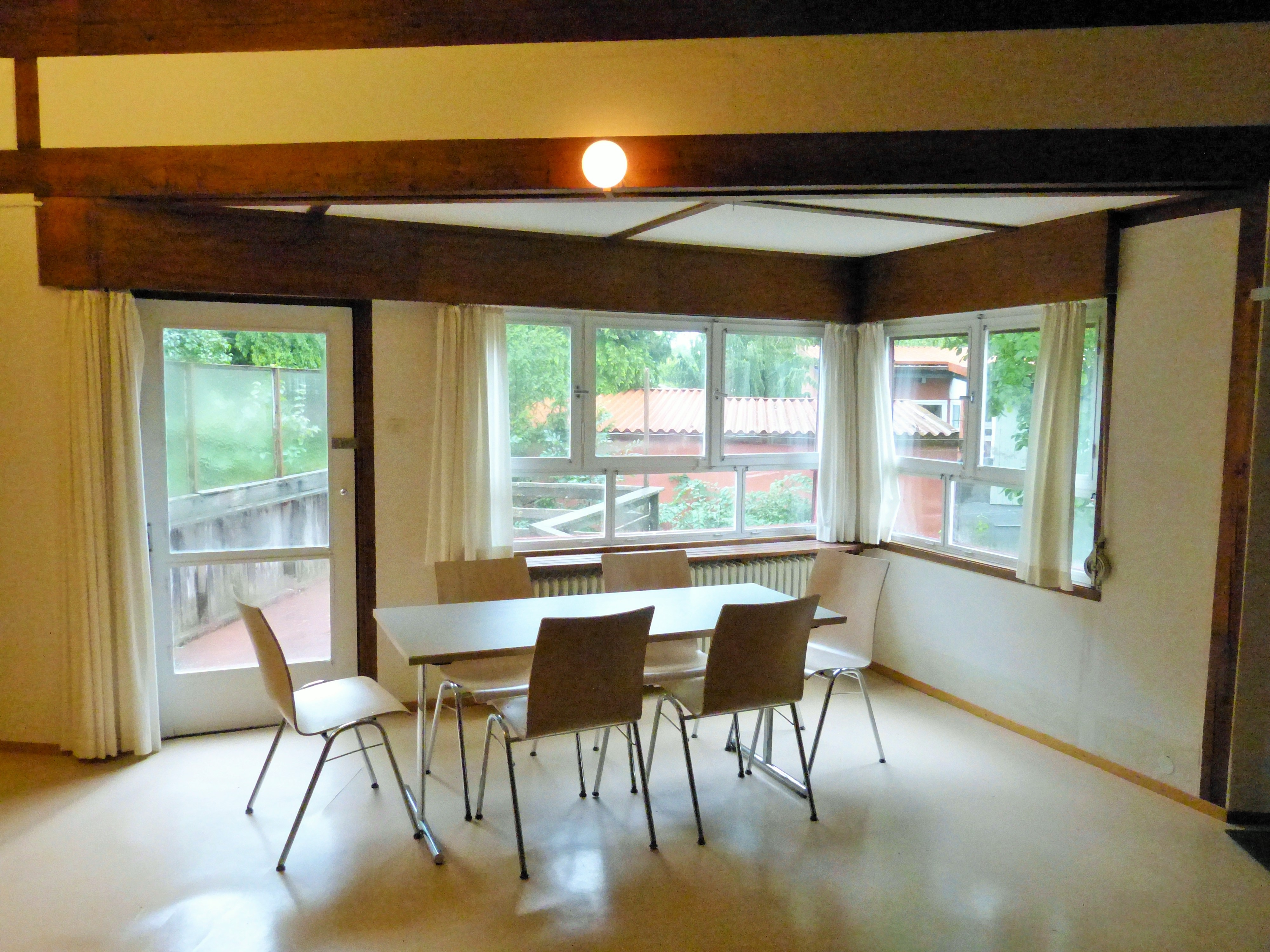
Wohnzimmer, 2019